# Mike Vescera
Michael Anthony Vescera, meglio noto come Mike Vescera (Prospect, 13 giugno 1962), è un cantante, paroliere e produttore discografico statunitense.

## Biografia
Dopo l'esordio, avvenuto nel 1980 come frontman degli Obsession, Vescera lavorò con diversi gruppi musicali tra cui i giapponesi Loudness, Yngwie Malmsteen e i Dr. Sin. È inoltre attivo nel campo della produzione discografica, collaborando con Bobby Jarzombek, Killing Machine e John Corabi.
Nel 2011 forma gli Animetal USA, tribute band della ormai storica band speed metal giapponese Animetal.

## Discografia

### Solista
- 1997 - Windows
- 2000 - Animation
- 2003 - The Altar
- 2004 - Crossing the Line
- 2008 - A Sign of Things to Come
- 2017 - Beyond The Fight

### Altri gruppi
- 1984 - Marshall Law (Obsession)
- 1986 - Scarred for Life (Obsession)
- 1987 - Methods of Madness (Obsession)
- 1989 - Soldier of Fortune (Loudness)
- 1991 - On the Prowl (Loudness)
- 1994 - The Seventh Sign (Yngwie Malmsteen)
- 1995 - Magnum Opus (Yngwie Malmsteen)
- 1999 - Kaleidoscope (Roland Grapow)
- 2000 - Killing Machine (Killing Machine)
- 2001 - Sacred Ground (The Reign of Terror)
- 2002 - Conquer and Divide (The Reign of Terror)
- 2002 - Palace of Black (Palace of Black)
- 2002 - Dr. Sin II (Dr. Sin)
- 2004 - Safe Heaven (Safe Heaven)
- 2006 - Carnival of Lies (Obsession)
- 2008 - Obsession (Obsession)
- 2009 - Live Loudest at Budokan '91 (Loudness)
- 2010 - Reborn in Fire (Empires of Eden)
- 2015 - Bastian - Among my Giants
- 2016 - Bastian - Rock of Daedalus